# Алтън бек
Джелал-ер-Дин Алтънбек, известен повече като Алтън бек (или Ълтън бек), е владетел на Волжка България. Син е на Отяк и на княгиня Вишелюба от Рязанския княжески двор. Според други сведения е син на Челбир и внук на Отяк. Управлява през 1229 г. и след това от 1230 до 1236 г.
През 1232 г. води битка с монголско-татарските войски предвождани от Бату хан и ги отблъсква. Следващите битки с монголците са затруднени поради факта че някои български местни владетели минават на страната на врага. Волжка България е отслабена и от вътрешната борба за власт след като Гази-Барадж Бурундай се обявява за емир наред с Алтън бек.
През 1236 г. 200-хилядната армия на хан Угедей подкрепяна от Гази-Барадж атакува Волжка България. Българите отбраняват границите си 20 дни след което са принудени да отстъпят към столицата си Биляр. Кан Алтънбек умира при падането на града.